# John Webster
John Webster (Londres, c. 1580-id., 1633) fue un dramaturgo inglés de la época de Jacobo I, uno de los principales de su época.

## Biografía

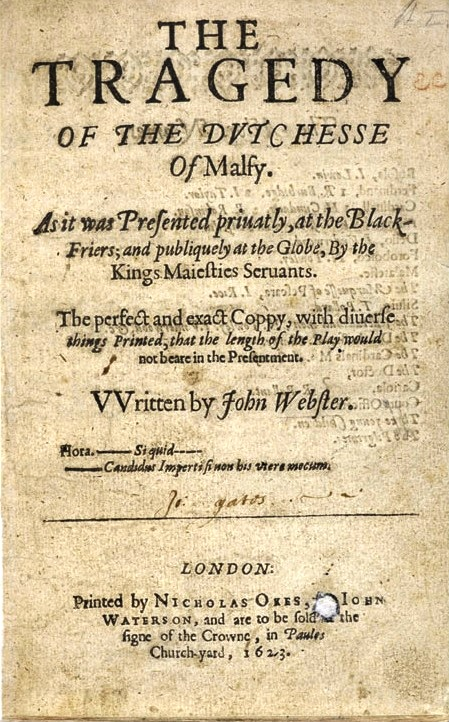
Portada de The Duchess of Malfi, 1623, una de las más célebres tragedias de John Webster

Los datos sobre la vida de John Webster son aún muy inseguros. Su familia era humilde (era hijo de un sastre) y habitaba en la parroquia londinense del Santo Sepulcro, pero John debió recibir una educación de primera clase, si hemos de juzgar por la gran erudición clásica que exhiben sus textos (sobre todo en el ámbito jurídico) y su enjoyado estilo. En 1596 un tal Johannes Webster fue admitido en la honorable sociedad de Middle Temple, así que debía tener conocimientos jurídicos o ser abogado. Debió de pertenecer a la compañía de los "Merchant Taylors" (aun cuando no era sastre) y empezó a trabajar como autor dramático en 1601 colaborando con Michael Drayton y Anthony Munday hasta que el empresario Philip Henslowe se fijó en él y lo añadió a los ingenios que nutrían sus teatros The Rose y The Fortune en 1602. Estabilizada ya su carrera, Webster desposó a Sara Peniall, que tenía solo 17 años, el 18 de marzo de 1606, cuando estaba encinta de siete meses. Aún tendría de él varios hijos más. 
John Webster conoció a Thomas Dekker, John Marston y Thomas Heywood y en comandita escribieron piezas históricas, comedias como Eastward Hoe, una elegía con ocasión de la muerte del príncipe Enrique Estuardo y algunas tragedias como Appius and Virginia. Pero es conocido individualmente sobre todo por dos sombrías tragedias que se consideran sus obras maestras: El demonio blanco (The White Devil, 1612) y La duquesa de Amalfi (The Duchess of Malfi, 1614).
El demonio blanco tuvo sus primeras representaciones por los Queen's Men en el Teatro Red Bull en 1612. Las fuentes son bastante difíciles de precisar (contiene más de doscientas alusiones textuales), pero las más probables son A Letter lately written from Rome, by an Italian Gentleman... Newly translated out of Italian into English de I. F. (John Florio), de 1585; la carta Neue Zeitung von eninem Jiimmerlichen Mordstück destinada a la banca Fugger alemana, en la que se narran escuetamente los acontecimientos (Bib. Nac. de Viena, Ms. 8959) y el panfleto Il miserabil e compassionevol caso. Narra el destino de una famosa adúltera, Vittoria Accoramboni, mujer italiana asesinada a la edad de 28 años a fines del siglo XV, aunque el protagonista verdadero es Paolo Giordano Orsini, duque de Bracciano. La historia real fue desfigurada a conveniencia de Webster. La acogida de esta tragedia no fue especialmente calurosa y el autor se defendió de las críticas en un prólogo que puso a la primera edición de la obra en 1612.
La duquesa de Amalfi se inspira en una de las novelle de Mateo Bandello que también dio lugar a una comedia de Lope de Vega, El mayordomo de la duquesa Malfi. Obtuvo un éxito formidable cuando fue estrenada por los King's Men en el Teatro Blackfriars hacia 1614. Se desarrolla en la corte italiana de Amalfi, de 1504 a 1510. La Duquesa ha enviudado y se enamora de Antonio, un humilde intendente. Pero sus hermanos temen perder la herencia de su hermana y se sienten deshonrados por ese amor y la obligan a pretender a otro. Ella, sin embargo, desposa en secreto a Antonio y le da tres hijos antes de que el matrimonio sea descubierto. Fernando, hermano loco y obcecado con su hermana, la duquesa, hasta incluso declararle un amor incestuoso, la amenaza de muerte. En su esfuerzo por escapar, la duquesa y Antonio fraguan una mentira que tendrá trágicas consecuencias.
En estas obras, la fuerza de los personajes, la tensión de la situaciones, la expresión poética de las pasiones y la maestría en el desarrollo de los diálogos testimonian un talento dramático de primer orden y entre los grandes del teatro isabelino. 
A pesar de la sanguinaria brutalidad de algunas escenas, sus tragedias penetran en la psicología de los personajes y poseen sobre todo un estilo muy denso de metáforas, rico y sugerente, de gran aliento poético. Webster supo desarrollar pasiones e intrigas hasta el punto que ganó una gran reputación entre su público, popularidad que perdura incluso en la actualidad, ya que sus tragedias siguen representándose. Se le considera, junto a Christopher Marlowe, Shakespeare y Ben Jonson, uno de los dramaturgos clásicos ingleses. Sus piezas presentan el lado más sombrío de la humanidad y prefiguran la literatura gótica inglesa del XVIII. En cuanto a obras de otros géneros, añadió en prosa otros treinta y dos caracteres más a la sexta edición de los Characters (1615) de Thomas Overbury.

## Obras

### Tragedias
- Caesar’s Fall ("La caída de César", 1602), con Thomas Dekker
- Lady Jane, primera parte de The Famous History of Sir Thomas Wyatt, 1602, en colaboración con Thomas Dekker.
- The White Divel or the Tragedy of Paulo Giordano Ursini, Duke of Brachiano, with the Life and Death of Vittoria Corombona the famous Venetian Curtizan ("El demonio blanco", 1612)
- The Duchess of Malfi ("La duquesa de Amalfi", 1614)
- Appius and Virginia ("Appio y Virginia", fecha desconocida), en colaboración con Thomas Heywood

### Tragicomedias
- The Devil's Law Case ("El caso del abogado del diablo", entre 1617 y 1619)
- The Fair Maid of the Inn ("La feria de la criada en la posada", 1622), en colaboración con John Fletcher, John Ford y Philip Massinger

### Comedias
- Westward Ho! ("¡Atención al oeste!, 1604), con Thomas Dekker.
- Northward Ho! ("¡Atención al norte, 1605), Thomas Dekker.
- Anything for a Quiet Life ("Con tal de vivir en paz", hacia 1621), en colaboración con Thomas Middleton
- A Cure for a Cuckold ("Cómo curar a un cornudo", hacia 1624), en colaboración con William Rowley

### Piezas perdidas
- A late murder of the son upon the mother, con Thomas Dekker, John Ford y William Rowley.
- Keep the Widow Waking ("Mantenga vigilada a la viuda", 1624) en colaboración con John Ford, William Rowley y Thomas Middleton

## Curiosidades
John Webster aparece en la película Shakespeare in Love de 1998, interpretado por Joe Roberts. Es retratado como un niño obsesionado por la sangre y las escenas cruentas, diciendo al final que su escena favorita de Romeo y Julieta es aquella en la que se mueren los dos y todas las obras deberían ser como Tito Andrónico por su crueldad.

## Citas de John Webster
- "Los votos de amor son como los de los marineros: se olvidan tras la tormenta." (El diablo blanco)
- "No hay tortura tan infinita para un hombre como sus propios pensamientos." (El diablo blanco)
- "El águila vuela sola; solo los cuervos, los grajos y los estorninos van en grupos." ("La duquesa de Amalfi")
- "Nada se seca más rápido que una lágrima de mujer." (El diablo blanco)
- "Las glorias de este mundo, como las luciérnagas, arrojan luces desde lejos; pero mirando más de cerca no tienen luz ni calor." (La duquesa de Amalfi)